# قائمة سيارات تويوتا
بدأت شركة تويوتا بإنتاج وتسويق المركبات منذ عام 1935. وتصمم وتصنع الشركة معظم المركبات التي تباع اليوم، بينما يتم إنتاج بعضها من قبل شركات أخرى وتوريدها لتويوتا من خلال اتفاقيات توريد المعدات الأصلية. تقتصر العديد من الطرازات على مناطق معينة، بينما يتم تسويق البعض الآخر عالميًا. لا تتضمن هذه القائمة مركبات العلامات التجارية الأخرى مثل لكزس وسايون ودايهاتسو وهينو.

## سيارات حالية
- تويوتا أڤالون (1995 حتى الآن، بيعت سابقاً تحت اسم تويوتا برونارد)
- تويوتا بيلتا (2006 حتى الآن)
- تويوتا بي زد (2022 حتى الآن)
- تويوتا كامري (1983 حتى الآن)
- تويوتا سنشري (1967 حتى الآن)
- تويوتا كورولا (1966 حتى الآن)
- تويوتا أليون (2001 حتى الآن)
- تويوتا كراون (1955 حتى الآن)
- تويوتا ميراي (2014 حتى الآن)
- تويوتا بريوس (1997 حتى الآن)
- تويوتا يارس (2006 حتى الآن، كما تباع تحت اسم فيوس)
- تويوتا بريوس سي (2011 حتى الآن، كما تباع تحت اسم تويوتا اكوا)
- تويوتا جي آر كورولا (2022 حتى الآن)
- تويوتا جي آر يارس (2020 حتى الآن)
- تويوتا جلانزا (2019 حتى الآن)
- تويوتا باصو (2004 حتى الآن، كما تباع تحت اسم دايهاتسو سيريون)
- تويوتا ڤيتز (1999 حتى الآن)
- تويوتا أيجو (2005 حتى الآن)
- تويوتا سي اتش ار (2016 حتى الآن)
- تويوتا كورولا كروس (2020 حتى الآن)
- تويوتا جراند هايلاندر (2023 حتى الآن)
- تويوتا هارير (1998 حتى الآن، كما تباع تحت اسم لكزس آر إكس)
- تويوتا هايلاندر (2001 حتى الآن، كما تباع تحت اسم تويوتا كلوجر)
- تويوتا 4رنر (1984 حتى الآن، كما تباع تحت اسم تويوتا هايلوكس سيرف)
- تويوتا أڤانزا (2003 حتى الآن)
- تويوتا أڤينسيس (1998 حتى الآن)
- تويوتا ألفارد (2002 حتى الآن)
- تويوتا أورس (2007 حتى الآن، كما تباع تحت اسم تويوتا بليد)
- تويوتا أوريون (2006 حتى الآن)
- تويوتا آي إس تي (2002 حتى الآن، كما تباع تحت اسمي تويوتا إكس أ بالشرق الأوسط وسايون إكس أ بالولايات المتحدة)
- تويوتا آيسيس (2004 حتى الآن)
- تويوتا استيما (1990 حتى الآن، كما تباع تحت اسمي تويوتا بريڤيا وتويوتا تاراجو)
- تويوتا إف جى كروزر (2007 حتى الآن)
- تويوتا إنوڤا (2003 حتى الآن، كما تباع تحت اسم تويوتا كيجانج)
- تويوتا بروبوكس (2002 حتى الآن)
- تويوتا بريڤيا (1990 حتى الآن، كما تباع تحت اسمي تويوتا استيماو تويوتا تاراجو)
- تويوتا بريميو (2001 حتى الآن)
- تويوتا بليد (2007 حتى الآن، كما تباع تحت اسم تويوتا أورس)
- تويوتا بورت (2004 حتى الآن)
- تويوتا بي بي (2000 حتى الآن، كما تباع تحت اسم سايون إكس بي)
- تويوتا بيكنيك (1997 حتى الآن)
- تويوتا تاكوما (1995 حتى الآن)
- تويوتا تامارو (1977 حتى الآن)
- تويوتا تاونيس (1983 حتى الآن)
- تويوتا تندرا (1999 حتى الآن)
- تويوتا تويوأيس (1959 حتى الآن، كما تباع تحت اسم تويوتا داينا)
- تويوتا جرانڤيا (1995 حتى الآن)
- تويوتا داينا (1959 حتى الآن، كما تباع تحت اسم تويوتا تويوأيس)
- تويوتا راڤ4 (1994 حتى الآن)
- تويوتا راكتس (2005 حتى الآن)
- تويوتا راوم (1997 حتى الآن)
- تويوتا رش (2006 حتى الآن)
- تويوتا ريز (2004 حتى الآن، كما تباع تحت اسم تويوتا مارك إكس)
- تويوتا سكسيد (2002 حتى الآن)
- تويوتا سيكويا (200 حتى الآن)
- تويوتا سيينا (1998 حتى الآن)
- تويوتا سينتا (2003 حتى الآن)
- تويوتا فورتشونر (2005 حتى الآن، كما تباع تحت اسم تويوتا هايلوكس إس دابليو4)
- تويوتا ڤانجارد (2008 حتى الآن)
- تويوتا ڤايوس (2003 حتى الآن، كما تباع تحت اسم تويوتا سولونا ڤايوس)
- تويوتا ڤولتز (2002-2004، كما تباع تحت اسم بونتياك ڤايب (2003 حتى الآن))
- تويوتا كراون ماجيستا (1991 حتى الآن)
- تويوتا كراون هايبرد (2008 حتى الآن)
- تويوتا كلوجر (2001 حتى الآن، كما تباع تحت اسم تويوتا هايلاندر)
- تويوتا كمفورت (1999 حتى الآن، مثل تويوتا كراون)
- تويوتا كوالس (1977 حتى الآن)
- تويوتا كورونا مارك 2 (1968 حتى الآن، كما تباع تحت اسم تويوتا مارك 2)
- تويوتا كيجانج (1977 حتى الآن)
- تويوتا لاند كروزر (1954 حتى الآن، كما تباع تحت اسم لكزس إل إكس)
- تويوتا لاند كروزر الفئة 70 (1984 حتى الآن)
- تويوتا لاند كروزر برادو (1984 حتى الآن)
- تويوتا لايتيس (1970 حتى الآن)
- تويوتا ماتريكس (2003 حتى الآن)
- تويوتا مارك 2 (1968 حتى الآن، كما تباع تحت اسم تويوتا كورونا مارك 2)
- تويوتا مارك إكس (2004 حتى الآن، كما تباع تحت اسم تويوتا ريز)
- تويوتا نوح (2001 حتى الآن)
- تويوتا هايس (1967 حتى الآن)
- تويوتا هايلوكس (1935 حتى الآن)
- تويوتا هايلوكس سيرف (1984 حتى الآن، كما تباع تحت اسم تويوتا 4رنر)
- تويوتا هايلوكس إس دابليو4 (2005 حتى الآن، كماتباع تحت اسم تويوتا فورتشونر)
- تويوتا ويش (2003 حتى الآن)

## سيارات سابقة
- تويوتا 1000 (1969-1982، كما تباع تحت اسم تويوتا بابليكا)
- تويوتا 2000جي تي (1967-1970)
- تويوتا أأ (1936-1943)
- تويوتا أ إي (1941-1943)
- تويوتا أ بي (1936-1943)
- تويوتا أ سي (1943-1947)
- تويوتا أربان كروزر
- تويوتا أريستو (1991-2005، كما تباع تحت اسم لكزس جي إس)
- تويوتا ألتيزا (1998-2005، كما تباع تحت اسم لكزس أي إس)
- تويوتا أليكس (2001-2006)
- تويوتا أوبا
- تويوتا أوريجين (2000)
- تويوتا آر آر (1955-1956، كما تدعى تويوتا ماستر)
- تويوتا آر إتش (1953-1955، كما تدعى تويوتا سوبر)
- تويوتا آر إس (1955-1962، كما تدعى تويوتا كراون)
- تويوتا آر ك (1953)
- تويوتا آي كيو
- تويوتا آيبسم (1996-2001، كما تباع تحت اسمي تويوتا بكنيك وتويوتا أڤينسيس ڤيرسو)
- تويوتا إس أ (1947-1952)
- تويوتا إس بي (1947-1952)
- تويوتا إس جي (1952)
- تويوتا إس دي (1949-1951)
- تويوتا إس إف (1951-1953)
- تويوتا إس ك بي (1954، كما تباع تحت اسم تويوتا تويوأيس)
- تويوتا إف أ
- تويوتا إف إتش جى
- تويوتا إم آر 2 (1984-2002، كما تباع تحت اسم تويوتا إم آر-إس)
- تويوتا إيكو (2000-2005، كما تباع تحت اسم تويوتا بلاتز)
- تويوتا بابليكا (1961-1978، كما تباع تحت اسم تويوتا 1000)
- تويوتا باترول (1955)
- تويوتا باسيو (1991-1999)
- تويوتا بروجرس (1998-2007)
- تويوتا برونارد
- تويوتا بريڤيس (2001-2007)
- تويوتا بك أب
- تويوتا بلاتز (2000-2005، كما تباع تحت اسم تويوتا إيكو)
- تويوتا بي أ (1940)
- تويوتا بي إكس (1951)
- تويوتا بي جى (1951، جيب، سميت فيما بعد تويوتا لاند كروزر)
- تويوتا تاراجو (تم إطلاق هذا الاسم على بأستراليا على كل من طرازي تويوتا بريڤيا وتويوتا ڤان)
- تويوتا ترسيل (1978-1999)
- تويوتا تشايسر (1977-2000)
- تويوتا تي 100 (1993-1998)
- تويوتا جي1 (1935-1936)
- تويوتا جي أ (1936-1938)
- تويوتا جي بي (1938-1942)
- تويوتا دويت
- تويوتا دي أ
- تويوتا راڤ4 إي ڤي (1997-2003)
- تويوتا ريجيوس أيس (مثل تويوتا هايس)
- تويوتا ريڤو (1998-2004)
- تويوتا ساينوس (1991-1999)
- تويوتا سبرنتر (1968 -2001)
- تويوتا سبرنتر تروينو (1983-1987)
- تويوتا سبرنتر مارينو (1991-1998)
- تويوتا سبورتس 800 (1965-1969)
- تويوتا ستارلت (1973-1999)
- تويوتا ستاوت (1962-؟198)
- تويوتا سوارير (1981-2005، كما تباع تحت اسم لكزس إس سي)
- تويوتا سوبر (1953-1955، كما تدعى تويوتا آر إتش أو تويوتا آر إتش دي)
- تويوتا سوبرا (1979-2002)
- تويوتا سوفيا
- تويوتا سيرا (1990-1995)
- تويوتا سيلسيور (1989-2005، كما تباع تحت اسم لكزس إل إس)
- تويوتا سيليكا (1970-2006)
- تويوتا سيميبون
- تويوتا فن كارجو (2000-2004)
- تويوتا ڤان (1984-1989)
- تويوتا ڤنزا
- تويوتا ڤوكسي
- تويوتا ڤيروسا (2001-2003)
- تويوتا ڤيستا (1982-2003)
- تويوتا ك بي (1942-1944)
- تويوتا ك سي (1943)
- تويوتا ك سي واي (1943-1944)
- تويوتا كارينا (1970-2000)
- تويوتا كارينا إي (1992-1998)
- تويوتا كاڤالير (1995-2000، تم إعادة تسميتها إلى شيڤروليه كاڤالير)
- تويوتا كالدينا (1992-2007)
- تويوتا كامري سولارا (1999-2008)
- تويوتا كامي (كما تباع تحت اسمها الشائع دايهاتسو تريوس)
- تويوتا كرن (1994-1999)
- تويوتا كريستا
- تويوتا كريسيدا (1973-1992)
- تويوتا كلاسيك (1996)
- تويوتا كورسا (1978- 1999)
- تويوتا كورولا ڤيرسو
- تويوتا كورونا (1957-2000)
- تويوتا كوستر
- تويوتا كويكديلڤري
- تويوتا كينجدم
- تويوتا لكسن (1989-1992، تم إعادة تسميتها إلى هولدن كومودور)
- تويوتا ماستر (1955-1956، كما تدعى تويوتا آر آر)
- تويوتا ماسترلاين (1962-1967)
- تويوتا ميجا كروزر (1996-2002)
- تويوتا مينياس
- تويوتا هايكلاس
- تويوتا ويل
- تويوتا ويندم (1989-2007، كما تباع تحت اسم لكزس إي إس)
- تويوتا يارس ڤيرسو (2000-2004)

## النماذج الاختبارية
- تويوبت إكس (1961)
- تويوتا 1/إكس (2007)
- تويوتا 2000 إس آر (2008)
- تويوتا 4500جي تي (1989)
- تويوتا أ-بات (2008)
- تويوتا أ1 (1935)
- تويوتا أ إكس ڤي-آي ڤي (1991)
- تويوتا أليساندرو ڤولتا (2004)
- تويوتا أڤالون (اختبارية)
- تويوتا أيجو كريزي (2008)
- تويوتا آر آي إن (2007)
- تويوتا آر إس سي (2001)
- تويوتا آر ڤي-1 + تويوتا مارينيتا تريلر (1971)
- تويوتا آر ڤي-2 (1972)
- تويوتا آر ڤي-5 (1981)
- تويوتا آي-ريل (2007)
- تويوتا آي-سوينج
- تويوتا آي-فوت
- تويوتا آي-يونت (2005)
- تويوتا إس سي (1948)
- تويوتا إس ڤي-1 (1973)
- تويوتا إس ڤي-2 (1981)
- تويوتا إس ڤي-3
- تويوتا إف3آر (2006)
- تويوتا إف101 (1973)
- تويوتا إف120 (1981)
- تويوتا إف إكس-1 (1983)
- تويوتا إف إكس إس (2001)
- تويوتا إف إكس ڤي (1985)
- تويوتا إف إكس ڤي-2 (1987)
- تويوتا إف تي-إتش إس (2007)
- تويوتا إف تي-إس إكس (2005)
- تويوتا إف تي إكس (2004)
- تويوتا إف تي-إم ڤي (2007)
- تويوتا إل آر ڤي (2006)
- تويوتا إم تي آر سي (2004)
- تويوتا إن إل إس ڤي
- تويوتا إندو (2007)
- تويوتا إي أ (1938)
- تويوتا إي إكس-1 (1969)
- تويوتا إي إكس-3 (1969)
- تويوتا إي إكس-7 (1970)
- تويوتا إي إكس-11 (1981)
- تويوتا إي بي (1938)
- تويوتا إي كوم (1998)
- تويوتا بي إم
- تويوتا بود (2001)
- تويوتا بابليكا سبورتس (1962)
- تويوتا تي أ سي3 + تريلر (1983)
- تويوتا جي تي ڤي (1987)
- تويوتا دريم كار موديل (1963)
- تويوتا دريم كار (1964)
- تويوتا دي ڤي-1 (1981)
- تويوتا سبورتس (1957)
- تويوتا سبورتس إكس (1961)
- تويوتا سبورتيڤو كوبيه (2004)
- تويوتا سنشري جي تي45 (1971-1975)
- تويوتا سي إس وإس (2003)
- تويوتا سي إكس-80 (1979)
- تويوتا فاميلي واجن (1979)
- تويوتا فاين-إس (2002)
- تويوتا فاين-إكس (2005)
- تويوتا فاين-إن (2002)
- تويوتا فاين-تي (2005)
- تويوتا ڤي إم180 زاجاتو (2001)
- تويوتا كال-1 (1977)
- تويوتا كامري سي إن جي هايبرد (2008)
- تويوتا كامري متحولة (1963)
- تويوتا كورونا 1500 إس متحولة (1963)
- تويوتا كورونا 1900 إس سبورتي (1963)
- تويوتا كورونا سبورتس (1963)
- تويوتا هاي-سي تي (2007)
- تويوتا هايبرد إكس (2007)

## روابط خارجية
- Toyota concept cars (Stepho)
- Toyota Prototypes (2000GT)
- طرازات تويوتا الاختبارية
- طرازات تويوتا الاختبارية 2